# Technologische utopie

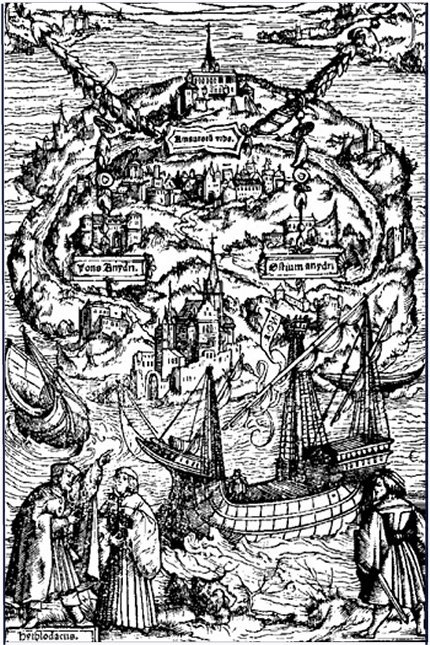
Houtsnede van Utopia, een utopische plaats.

Een technologische utopie (of techno-utopie) is een fictieve maatschappijvorm, waarin de droom van een ideale samenleving middels de inzet van technologie, techniek en wetenschap is verwezenlijkt. De vaakst voorkomende bestuursvorm is daarbij een technocratie, geleid door een dictator. Een technologische utopie zou, net als ieder andere utopie, omslaan in een dystopie op het moment dat ze bewaarheid zou worden.

## Historische romans

### Griekse oudheid

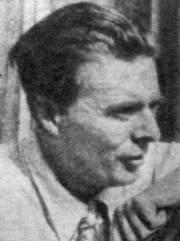
Aldous Leonard Huxley

In de oudgriekse literatuur zijn de eerste sporen te vinden van gefantaseerde technologische utopieën. In Homerus' Odyssee, geschreven rond 800 v. Chr. spoelt Odysseus aan bij de Faiaken. Dit volk had schepen die op commando naar de gewenste locatie voeren, sneller dan de snelste vogels. Deze schepen hadden geen roer of bemanning en ontweken iedere zeestorm. De tuinen van de Faiaken hadden planten die altijd in bloei bleven. De vruchten in deze tuinen waren doorheen alle seizoenen van de hoogste kwaliteit naast elkaar aanwezig. Al dit was hun door goden geschonken. De mens was nog niet in staat om zelf een technisch hoogstaande samenleving te realiseren. Odysseus wees deze samenleving af nadat hem gevraagd was te blijven, hij wenste terug te keren naar zijn vrouw. 

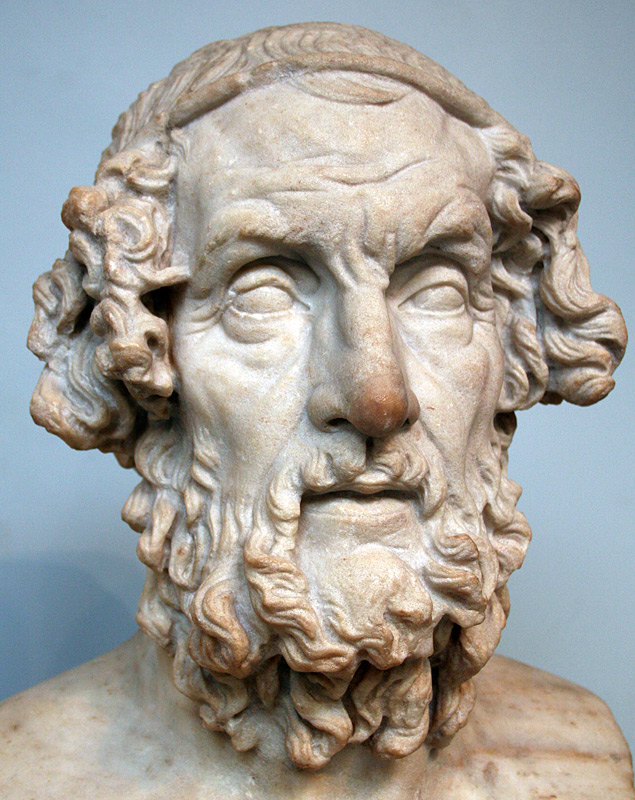
Buste van Homerus in het British Museum (Romeinse voorstelling)

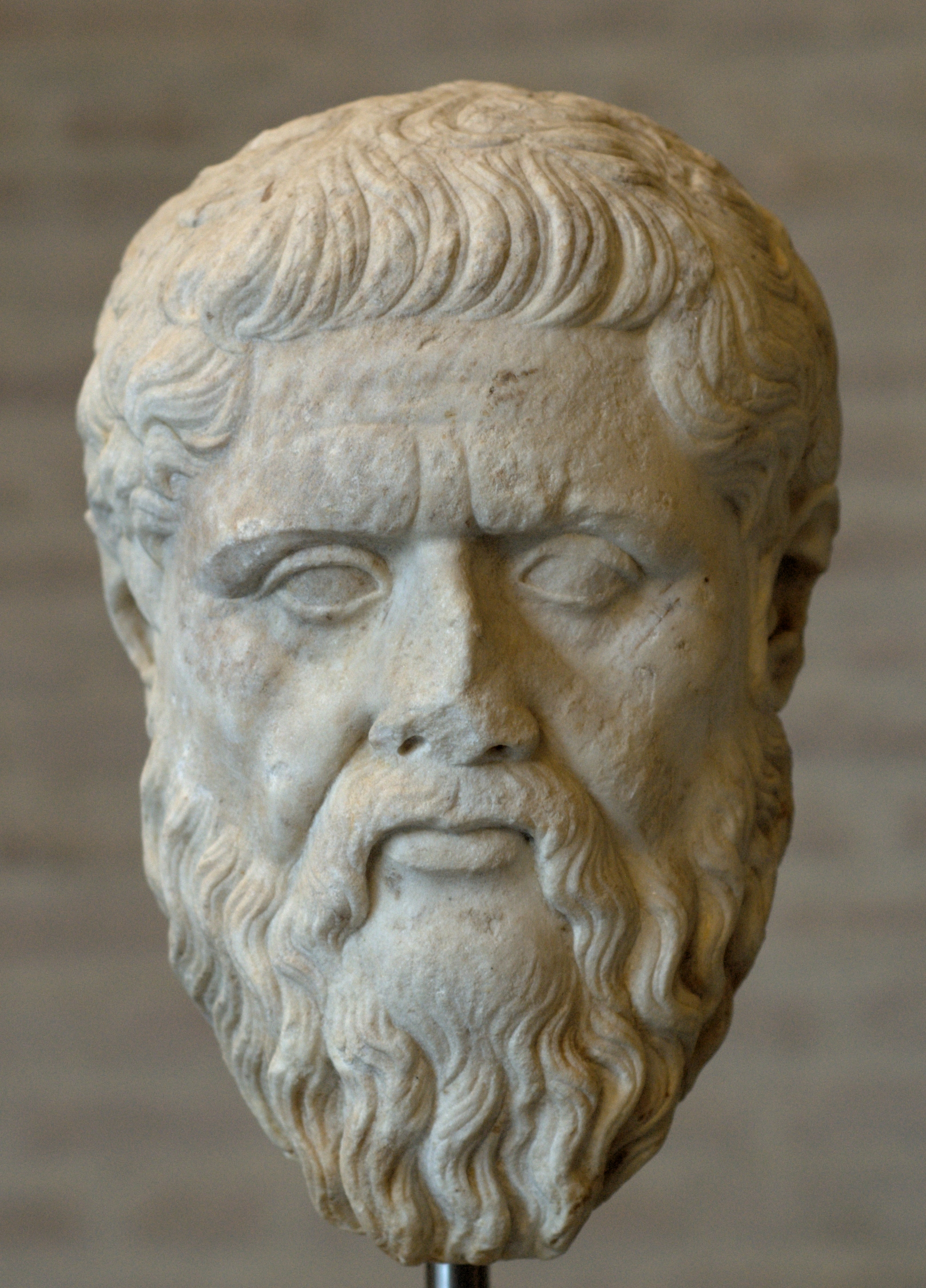
Plato

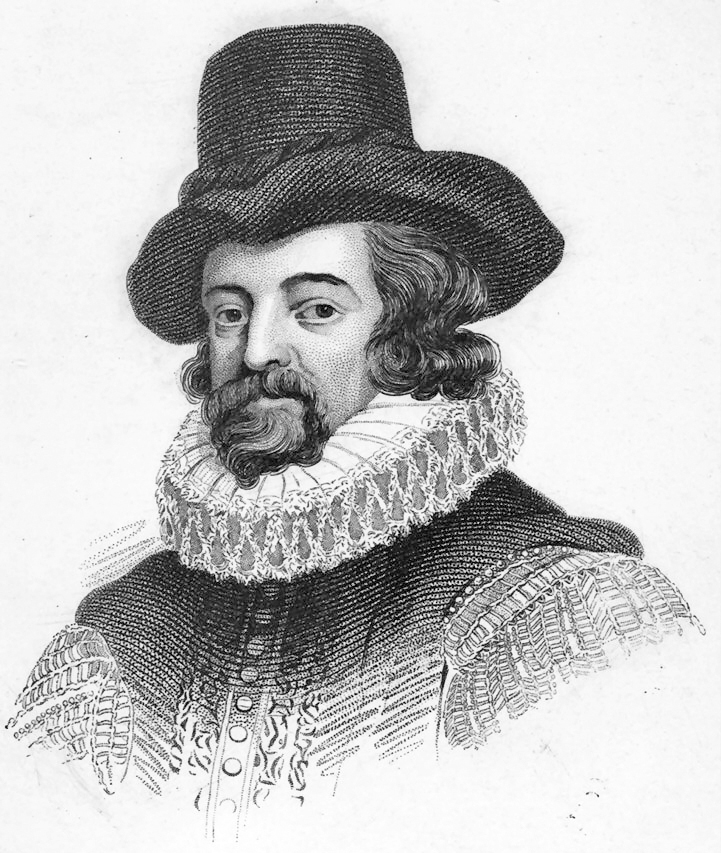
Francis Bacon

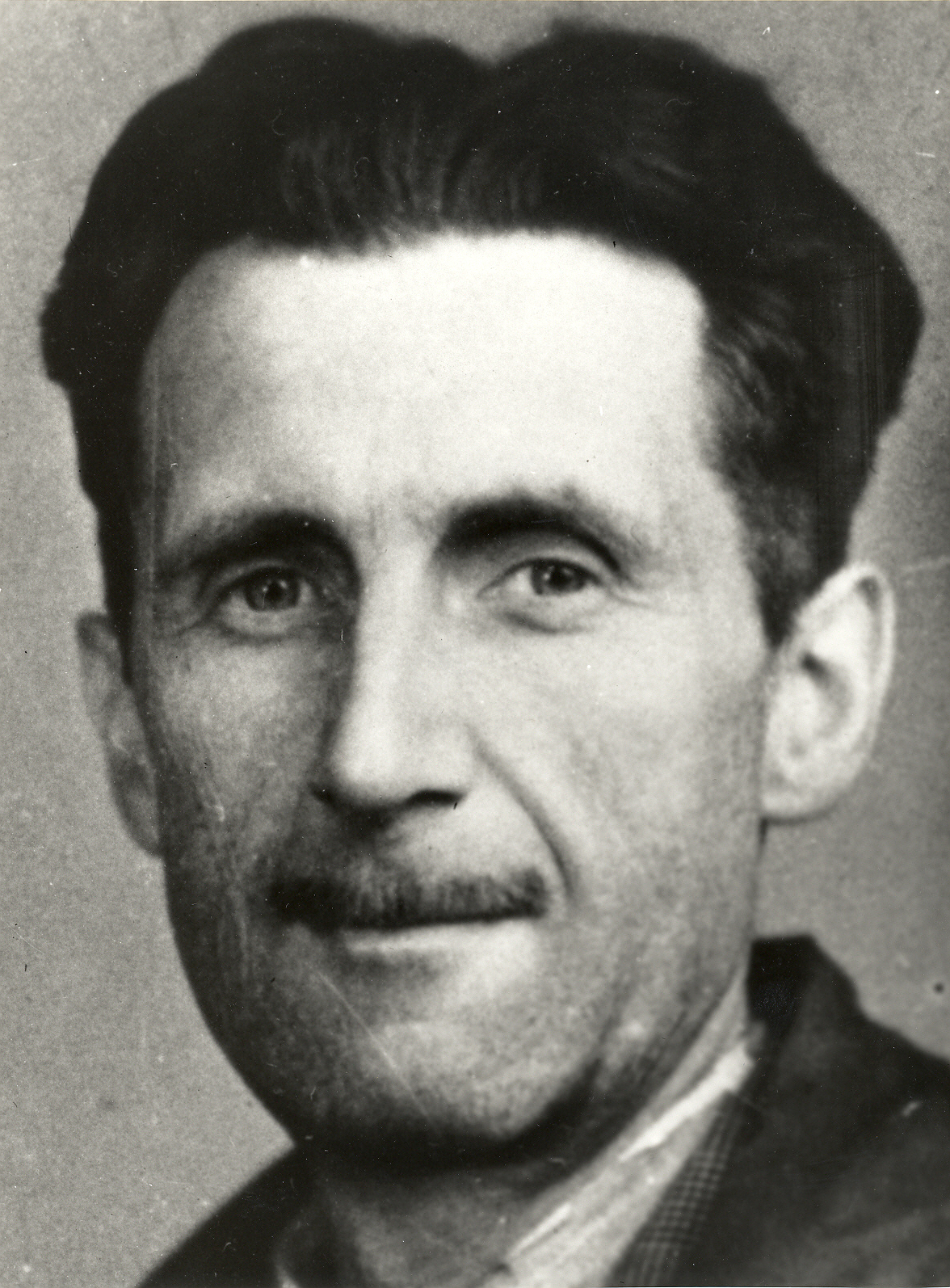
George Orwell, pseudoniem voor Eric Arthur Blair

In Plato's  (427 v. Chr. - 347 v. Chr.) Critias beschreef hij de stad Atlantis. Deze stad was een inspiratiebron voor Utopia van Thomas More, Nieuw-Atlantis van Francis Bacon en Atlas Shrugged van Ayn Rand. Zij presenteren respectievelijk de sociale utopie, de technologische utopie en de neoliberale utopie. In Plato's Atlantis zijn de inwoners halfgoden, en werd de stad verwoest door de goden zodra de menselijke kenmerken de bovenhand kregen in het rijk. Deze utopie werd niet door de mens gecreëerd.

### Moderniteit
In de nieuwe tijd wordt de technische utopie gepionierd in het boek Nieuw-Atlantis (1627), geschreven door de Engelse wetenschapsfilosoof Francis Bacon (1561 - 1626). Het boek handelt over een paradijs van techniek en wetenschap dat wordt bezocht door zeevaarders die schipbreuk lijden. De empirische wetenschap staat centraal in deze paradijselijke maatschappij. Met zijn wetenschappelijk-filosofisch getinte werken wordt Bacon als grondlegger van het empirisme gezien. In 'Nieuw-Atlantis' beschrijft hij een Salomons Huis, een soort modern onderzoeksinstituut, met als doelstelling: 
Kennis van de oorzaken en de verborgen bewegingen der dingen, en het verleggen van de grenzen der menselijke heerschappij voor het tot stand komen van allerlei mogelijke dingen.
Bacon's idee van een 'Salomons Huis' leidde mede tot de oprichting van de Royal Society (1660) in Londen en de Académie des sciences (1667) te Parijs. Technische vooruitgang leidde volgens Bacon tot een verbetering van de publieke gezondheid, beter politiek beleid en een hogere welvaart. Hij had grote verwachtingen van de wetenschap en technologie als producten van geluk en overvloed.
kennis is macht — Francis Bacon

### 20e eeuw
In de 20e eeuw is er de literaire tendens waarin men de dystopische gevolgen benadrukt van de poging tot verwezenlijking van de utopische droom. Bijvoorbeeld in Aldous Huxleys (1894-1963) technologische Brave New World en in George Orwells (1903-1950) 1984, beide fictieve dystopieën. In Brave New World leeft de mens in een totalitaire staat en wordt de bevolking in toom gehouden door de verplichte inname van een stemmingscontrolerende drug, genaamd "soma". In het boek 1984 worden de gedachten van burgers bepaald door de totalitaire staat; zo is er de nieuwspraak en het panoptische gedachtegoed van Big Brother. Beide fictieve verhalen vertellen de mogelijke dagelijkse realiteit van het menselijk individu binnen de utopie. Zodoende wordt de utopie ontmaskerd als een dystopie.

## Films
- 2001: A Space Odyssey
- Colossus: The Forbin Project
- I, Robot
- Logan's Run
- Metropolis
- Minority Report
- Sleeper
- Terminator
- The Matrix
- WALL-E

## Games
- Deus Ex
- Halo